# Володин, Антуан
Антуа́н Володи́н (фр. Antoine Volodine; род. 1950, Шалон-сюр-Сон, Сона и Луара, Бургундия, Четвёртая французская республика) — французский писатель, переводчик с русского языка. Автор более 30 произведений, написанных в разных жанрах и подписанных разными именами. Все они принадлежат литературному направлению «постэкзотизм», разработанному Володином.

## Биография
Антуан Володин (своё настоящее имя писатель скрывает) родился в 1950 г. в Шалоне-Сюр-Сон. Детство и юность писателя прошли в Лионе. Несмотря на русские корни (у Володина была русская бабушка), русский язык он изучал как иностранный в университете. Впоследствии Володин стал преподавателем русского языка и переводчиком русской литературы. В его переводе издавались произведения таких авторов, как братья Стругацкие, Эдуард Лимонов, Виктория Токарева, Фридрих Незнанский, Александр Иконников, Мария Судаева и др.
Литературный дебют Володина состоялся в 1985 году в издательстве «Деноэль». В этот период его творчество было близко к жанру научной фантастики. Известность пришла к Володину после публикации нескольких романов в культовом издательстве «Минюи»; затем последовали публикации в крупнейших издательствах «Галлимар» и «Сёй».
В 2000 году роман Володина «Малые ангелы» (фр. Des anges mineurs) получает премию Livre Inter. 
В 2014 году ему присуждается премия Медичи за роман «Terminus radieux».
В 2015 году Антуану Володину присудили российскую премию Андрея Белого, со следующей формулировкой:

…автору книг «Писатели», «С монахами-солдатами», сумевшему наперекор границам любой страны и любого наречия расшатать решётки языков ради торжества и провала, провала и торжества наднациональной литературы униженных и притесненных.

## Творчество
Творчество Володина не вписывается в традицию французской культуры и стоит в стороне от основных тенденций современного литературного процесса. Оно адресовано читателям, которые способны разделить с автором его «… бунт против существующего мира, против человеческого удела в его политических и метафизических преломлениях». Действие его романов разворачивается в некой фантасмагорической вселенной, вне реального времени и пространства, однако в этом сюрреалистическом хронотопе угадываются ключевые события XX века: мировые войны, череда революций, этнические чистки и концлагеря. Персонажи, населяющие эту вселенную, — шаманы, безумцы, мистики, революционеры, анархисты, террористы, представители национальных меньшинств и прочие маргиналы и инакомыслящие — борцы против некой тоталитарной системы, потерпевшие поражение и блуждающие в бесконечном пространстве тюрем и лагерей. Все происходящее в жутком и зыбком универсуме володинских романов напоминает бред или сон, в котором безликие, утратившие собственное «я» персонажи повествуют о пережитой катастрофе.

### Постэкзотизм
В своих интервью Антуан Володин всегда настаивал на том, что он не принадлежит и не принадлежал ни к какому литературному направлению. Дабы воспрепятствовать литературным критикам соотносить своё творчество с различными школами и течениями, Володин сам дал название направлению, к которому можно отнести его произведения и единственным представителем которого он является, — постэкзотизм. Основная его черта — принципиальная чужеродность, инаковость по отношению к существующим культурным кодам. В своём эссе «Писать по-французски иностранную литературу» (фр. Écrire en français une littérature étrangère) Володин поясняет: 

Для меня писать по-французски чужеродную, иностранную литературу значит не только отступать от франкоязычной культуры, но и избегать того, чтобы литературные опознавательные знаки отсылали к какой-то конкретной стране, расположенной на географической карте. Я стремлюсь прощупать и представить культуру не относительно, а АБСОЛЮТНО иностранную.
 Однако эта оригинальная творческая стратегия вызвана стремлением не столько к уникальности, сколько к универсальности, о чём свидетельствует сам автор: 

<…> в основе моей работы прежде всего лежит коллективная память. Действительно, в каждой книге, на каждой странице, в каждый момент присутствует постоянное стремление приспособить и использовать общие воспоминания тех, кто прошел через XX век..
Антуан Володин использует множество приёмов, чтобы в корне пресечь попытки провести однозначные параллели между художественным миром его романов и реальной историей XX века. В первую очередь это касается места, времени действия и имён персонажей. События происходят либо в местах, не имеющих определённой географической привязки (тюрьма в тропической стране, спальный барак в лагере, психиатрическая лечебница, посёлок на берегу реки и т. д.), либо в вымышленных странах (Балькирия), либо в странах и городах реально существующих, но играющих роль простой декорации (Лиссабон, Гонконг, Макао). То же касается и времени: в книгах Володина «…действие происходит, как правило, в неопределенную эпоху, словно задействован какой-то иной, не наш календарь».

Максимально обезличены и персонажи володинских романов, вплоть до полной невозможности их национальной идентификации. Автор намеренно даёт им причудливые, «культурно гибридные» имена: Дондог Бальбаян, Джесси Лоо, Элиана Хочкисс, Гюльмюз Корсаков, Варвалия Лоденко, Измаил Давкес, Вульф Огоин. Они — не более чем голоса, иногда сливающиеся друг с другом, перетекающие друг в друга, пытающиеся сохранить память друг о друге и о тех событиях, которые превратили их существование в беспросветный кошмар и абсурд.

### Вымышленные авторы
Постэкзотическая литература Антуана Володина задумана как «полифонический проект», в котором звучат голоса нескольких авторов. В 1998 г. Володин опубликовал роман «Постэкзотизм в десяти уроках. Урок одиннадцатый», в котором провозгласил рождение новой коллективной литературы и рассказал о литературных формах и мире постэкзотизма. Книга подписана семью разными авторами, в числе которых сам Володин: шесть вымышленных писателей и единственный реальный абсолютно равноправны. Володин считает себя рупором этих фантомных персонажей, выразителем их коллективного сознания, переводчиком их историй на французский язык. С 1999 г. Володин опубликовал ряд романов, которые принадлежат вымышленным авторам: Мануэле Дрегер, Элли Кронауэру и Лутцу Бассману. По словам писателя, 

Смысл этих публикаций не в том, чтобы завершить проект, и не в том, чтобы дать рекламу постэкзотизму, этакой оригинальной забаве, а в том, чтобы тремя синхронными публикациями обратить внимание на существование нескольких авторов, чьи голоса полностью отделились от меня — персонажей романов, ставших востребованными писателями.

### На русском языке
- Антуан Володин. Малые ангелы: Наррацы = Des anges mineurs: narrats. — Москва: ОГИ, 2008. — 296 с. — ISBN 978-5-94282-490-7.
- Антуан Володин. Дондог = Dondog. — СПб.: Амфора, 2010. — 351 с. — ISBN 978-5-367-01486-0.
- Антуан Володин. Писать по-французски иностранную литературу // Дондог. — СПб.: Амфора, 2010. — С. 321-332. — 351 с. — ISBN 978-5-367-01486-0.
- Антуан Володин. Писатели = Ecrivains. — СПб.: Амфора; Петроглиф, 2015. — 224 с. — (Читать не просто). — 1100 экз. — ISBN 978-5-367-03361-8; 978-5-4357-0342-9.
- Антуан Володин, Лутц Бассман. С монахами-солдатами. Постэкзотизм в десяти уроках, урок одиннадцатый = Avec les moines-soldats. Le post-exotisme en dix leçons, leçon onze. — СПб.: Амфора; Петроглиф, 2013. — 224 с. — 2000 экз. — ISBN 978-5-367-02684-9.
- Лутц Бассман. Орлы смердят // Иностранная литература. — 2012. — № 11.
- Антуан Володин. Бардо иль не Бардо. - СПб. Изд-во Ивана Лимбаха, 2017.